# Hajdúszoboszló

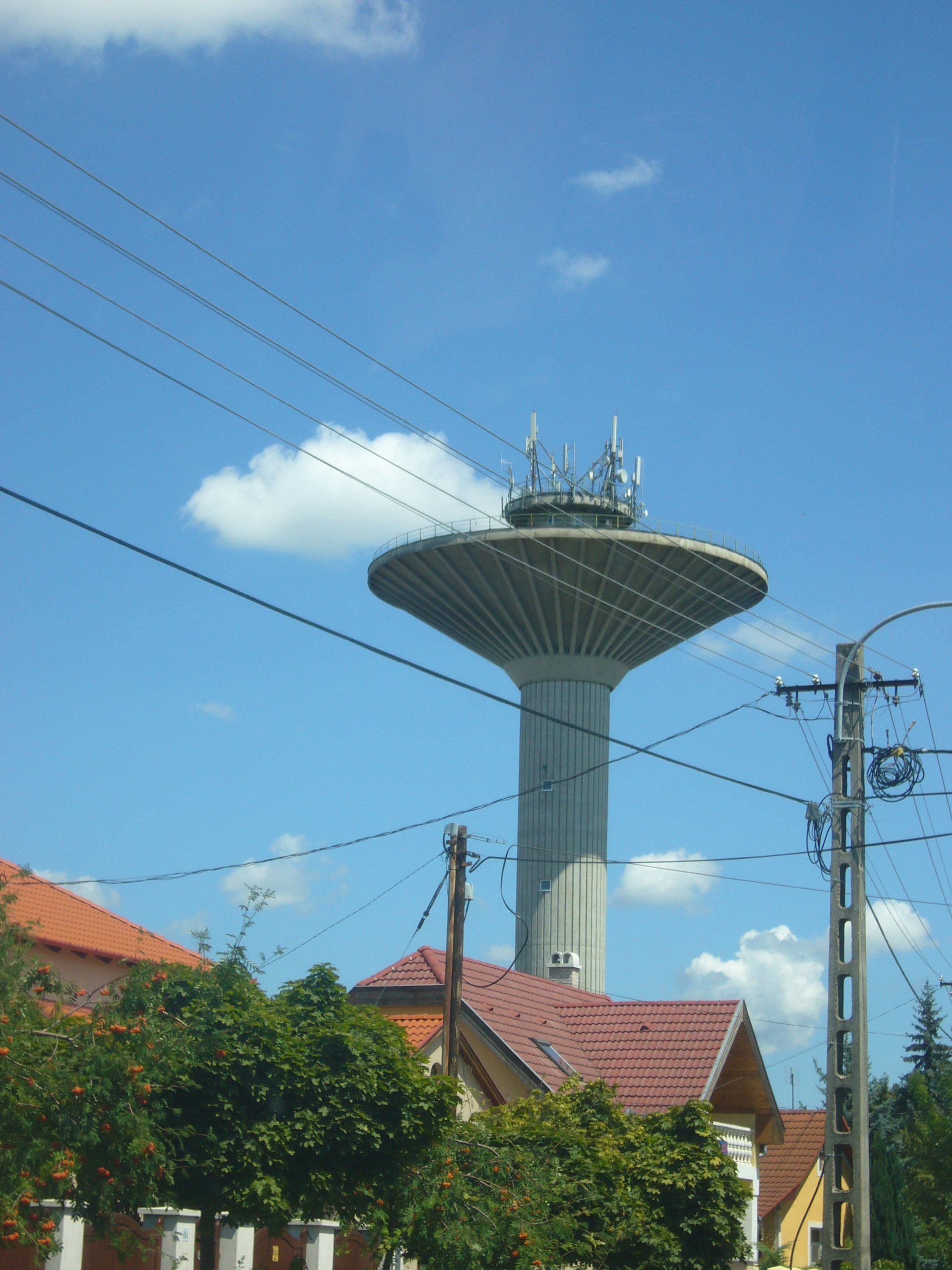
wieża ciśnień

Hajdúszoboszló (ˈhɒjduːsobosloː) – uzdrowisko i miejscowość turystyczna na Węgrzech. Miasto położone jest w północno-wschodniej części Wielkiej Niziny Węgierskiej, w odległości 200 km na wschód od Budapesztu oraz 20 km na południowy zachód od Debreczyna. Hajdúszoboszló położone jest w krainie hajduków, na południowy wschód od puszty Hortobágy.

## Dojazd samochodem lub autokarem
Do Hajdúszoboszló można wygodnie dojechać po drogach publicznych. Miasto położone jest przy krajowej drodze DK4, co czyni je łatwo dostępnym zarówno z Budapesztu, jak i Debreczyna. Co więcej, ze stolicą łączy je również autostrada M3.

## Klimat
Hajdúszoboszló położone jest we wschodnich Węgrzech, we wschodniej  części Wielkiej Niziny Węgierskiej, 200 km od Budapesztu i zaledwie 20  km od Debreczyna. Znajduje się ono na styku trzech krain geograficznych: Hajdúhát, Hortobágy oraz Nagy-Sárrét-Berettyó. Równinny pejzaż miasta zdobią kopce ziemne, lessowe skały oraz błotne rozlewiska, których poziom zmienia się.
Dzięki usytuowaniu na Wielkiej Równinie panuje tu ciepły, suchy klimat, zarówno w okresie letnim jak i zimowym. Latem słoneczne dni zdarzają się tu wyjątkowo często, co sprzyja turystyce. Chociaż opady nie są częste w Hajdúszoboszló, powietrze jest tu zawsze rześkie.
Bezwietrzne dni można zaliczyć do rzadkości. Te korzystne warunki klimatyczne miały istotne znaczenie dla rozwoju uzdrowiska.

## Historia

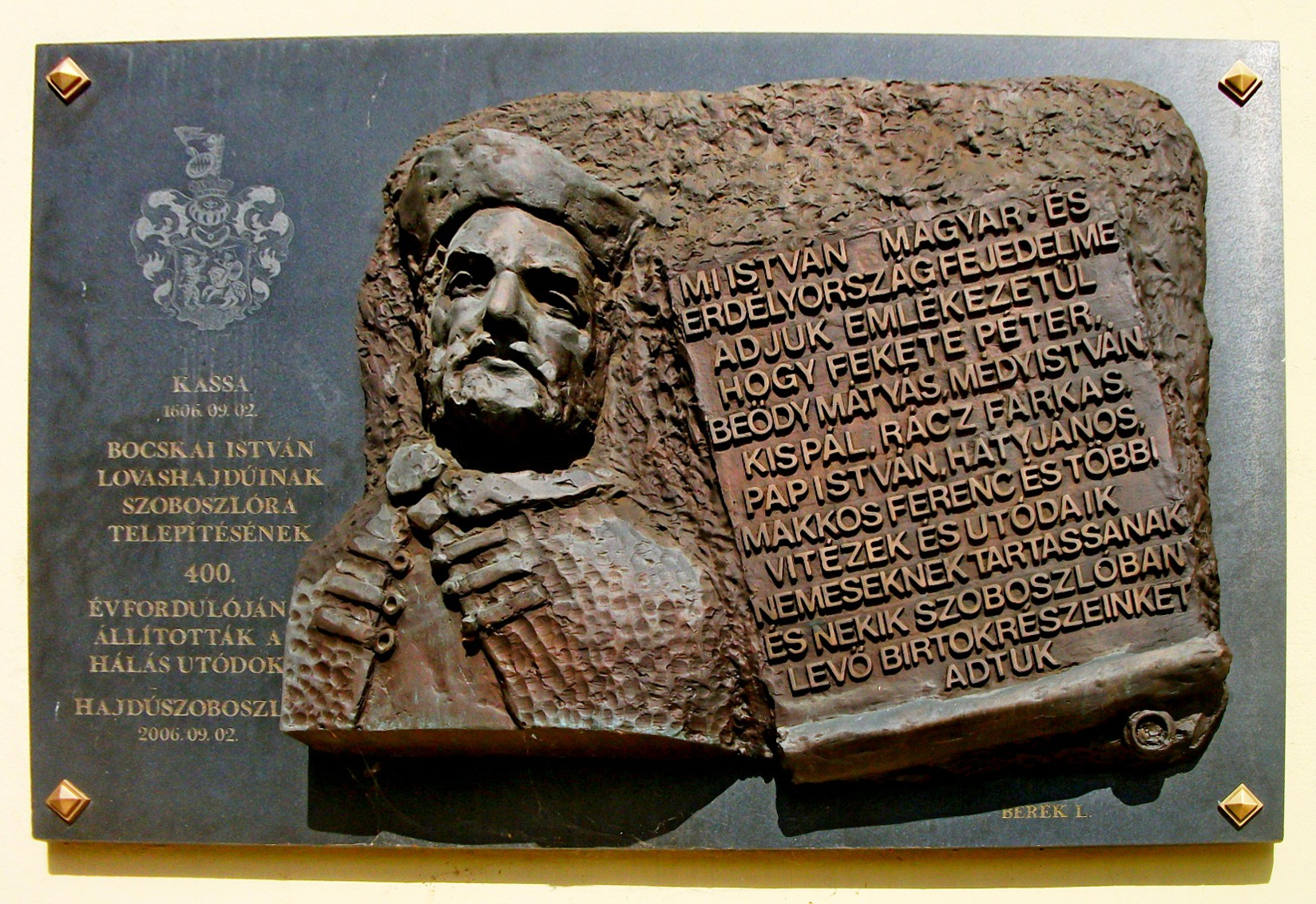
Tablica pamiątkowa poświęcona Stefanowi Bocskayowi

Pierwsza pisemna wzmianka o Szoboszló pochodzi z roku 1075, w średniowieczu istniała tu osada rolnicza, następnie zrujnowana w XVI wieku w wyniku najazdu tureckiego. 
2 września 1606 książę Stefan Bocskay nadał swym 700 hajdukom prawa osiedleńcze do Szoboszló.
26 października 1925 w wyniku odwiertów głębinowych prowadzonych przez Ferenca Pavai Vajna odkryto wody geotermiczne o temperaturze 70 st. C i w tym samym roku rozpoczęto eksploatację zdrowotnych źródeł.

## Współczesność
Hajdúszoboszló jest szczególnie popularne wśród polskich i rumuńskich turystów. W większości sklepów i restauracji można porozumieć się w tych językach. Informacje oraz gazetka miejska również mają tłumaczenia na język polski. W mieście znajdują się liczne miejsca noclegowe, dobrze rozwinięta jest gastronomia. Obecnie w mieście działają liczne baseny i kąpieliska oraz uzdrowisko Hajdúszoboszlói gyógyfürdő. Oprócz turystyki, Hajdúszoboszló nadal żyje z rolnictwa oraz wydobycia gazu ziemnego.

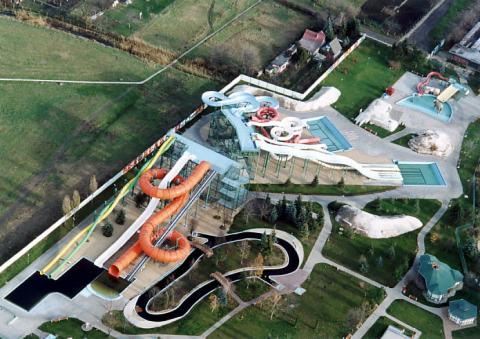
Aqua Park

## Współpraca międzynarodowa

### Miasta partnerskie
- Bad Dürrheim, Niemcy
- Târnăveni, Rumunia
- Kieżmark, Słowacja
- Luhačovice, Czechy
- Dzierżoniów, Polska